# العلاقات اللوكسمبورغية الليبية
العلاقات اللوكسمبورغية الليبية هي العلاقات الثنائية التي تجمع بين لوكسمبورغ وليبيا.

## مقارنة بين البلدين
هذه مقارنة عامة ومرجعية للدولتين:
| وجه المقارنة                                              | لوكسمبورغ                                                     | ليبيا                                       |
| --------------------------------------------------------- | ------------------------------------------------------------- | ------------------------------------------- |
| المساحة (كم2)                                             | 2.59 ألف                                                      | 1.76 مليون                                  |
| عدد السكان (نسمة)                                         | 599.45 ألف                                                    | 6.37 مليون                                  |
| الكثافة السكانية (ن./كم²)                                 | 231.45                                                        | 3.62                                        |
| العاصمة                                                   | لوكسمبورغ                                                     | طرابلس                                      |
| اللغة الرسمية                                             | اللغة اللوكسمبورغية، لغة فرنسية، اللغة الألمانية              | اللغة العربية، اللغة العربية الفصحى الحديثة |
| العملة                                                    | يورو، فرنك لوكسمبورغ                                          | دينار ليبي                                  |
| الناتج المحلي الإجمالي (بليون دولار)                      | 62.40 مليار                                                   | 50.98 مليار                                 |
| الناتج المحلي الإجمالي (تعادل القوة الشرائية) بليون دولار | 58.13 مليار                                                   | 69.32 مليار                                 |
| الناتج المحلي الإجمالي الاسمي للفرد دولار أمريكي          | 101.45 ألف                                                    |                                             |
| الناتج المحلي الإجمالي للفرد دولار أمريكي                 | 101.93 ألف                                                    | 15.60 ألف                                   |
| مؤشر التنمية البشرية                                      | 0.892                                                         | 0.724                                       |
| رمز المكالمات الدولي                                      | +352                                                          | +218                                        |
| رمز الإنترنت                                              | .lu                                                           | .ly                                         |
| المنطقة الزمنية                                           | توقيت وسط أوروبا، ت ع م+01:00، ت ع م+02:00، أوروبا/لوكسمبورج ‏ | ت ع م+02:00، توقيت شرق أوروبا               |

## منظمات دولية مشتركة
يشترك البلدان في عضوية مجموعة من المنظمات الدولية، منها:
| علم المنظمة | اسم المنظمة                        | تاريخ انضمام لوكسمبورغ | تاريخ انضمام ليبيا |
| ----------- | ---------------------------------- | ---------------------- | ------------------ |
|             | البنك الإفريقي للتنمية             | ?                      | ?                  |
|             | البنك الدولي للإنشاء والتعمير      | 27 ديسمبر 1945         | 17 سبتمبر 1958     |
|             | منظمة حظر الأسلحة الكيميائية       | ?                      | ?                  |
|             | الأمم المتحدة                      | 24 أكتوبر 1945         | 14 ديسمبر 1955     |
|             | منظمة الشرطة الجنائية الدولية      | ?                      | ?                  |
|             | وكالة ضمان الاستثمار متعدد الأطراف | 29 أغسطس 1991          | 5 أبريل 1993       |
|             | يونسكو                             | 27 أكتوبر 1947         | 27 يونيو 1953      |
|             | مؤسسة التنمية الدولية              | 4 يونيو 1964           | 1 أغسطس 1961       |
|             | مؤسسة التمويل الدولية              | 4 أكتوبر 1956          | 18 سبتمبر 1958     |
|             | الاتحاد البريدي العالمي            | ?                      | ?                  |
|             | الاتحاد الدولي للاتصالات           | 2 مارس 1866            | 3 فبراير 1953      |

## وصلات خارجية
- موقع وزارة الخارجية اللوكسمبورغية
- موقع وزارة الخارجية الليبية